# Historia (album)
Historia – album Elektrycznych Gitar, wydany 2 listopada 2010. Płyta to zbiór piosenek, które łączy jeden, wspólny mianownik – mają odniesienie do polskiej historii. Czasem jest to luźne nawiązanie, czasem retrospekcja, czasem spojrzenie na nieznane szerzej zdarzenie, jakim jest na przykład historia romantycznej, tragicznie zakończonej, próby ucieczki z Polski Ludowej sierżanta Jana Kępy. Jest to pierwszy album koncepcyjny zespołu. Płyta powstała we współpracy z Narodowym Centrum Kultury. Utworem promującym Historię jest utwór „Dywizjon 303”, do którego powstał teledysk, zrealizowany przez Yach Film.
Kuba Sienkiewicz, zapytany przez dziennikarkę, gdzie prześmiewczość i ironia zespołu, gdy poruszane są tak ważkie tematy, odpowiedział tylko, że klimat pozostał.

## Lista utworów
1. „Swarożyce” (A. Korecki)
2. „Rycerz bije”  (J. Sienkiewicz)
3. „Kłuszyn” (P. Łojek)
4. „Cud nad Wisłą” (J. Sienkiewicz)
5. „Dywizjon 303” (J. Wąsowski)
6. „Ucieczka 5:55” (J. Sienkiewicz)
7. „Wielka solidarność” (J. Sienkiewicz)
8. „Dwudziestolatka” (J. Sienkiewicz)
9. „Był NZS” (J. Sienkiewicz)
10. „Historia niczyja” (J. Sienkiewicz)

## Wykonawcy
- Kuba Sienkiewicz – gitara elektryczna, śpiew
- Piotr Łojek – instrumenty klawiszowe, harmonijka
- Tomasz Grochowalski – gitara basowa, kontrabas
- Aleksander Korecki – saksofon, flet
- Leon Paduch – perkusja, instrumenty perkusyjne
- Jacek Wąsowski – gitara prowadząca, banjo

oraz gościnnie:
- Grzegorz Rytka – saksofon tenorowy
- Piotr Korzeniowski – trąbka